# Mew Lake
Mew Lake är en sjö i Kanada.   Den ligger i Nipissing District och provinsen Ontario, i den sydöstra delen av landet, 220 km väster om huvudstaden Ottawa. Mew Lake ligger 394 meter över havet.
I omgivningarna runt Mew Lake växer i huvudsak blandskog. Trakten runt Mew Lake är nära nog obefolkad, med mindre än två invånare per kvadratkilometer.